# Aleksej Kosygin
Aleksej Nikolajevitj Kosygin (russisk: Алексе́й Никола́евич Косы́гин, tr. Alekséj Nikoláevitj Kosýgin; født 20. februar 1904 i Sankt Petersborg, Det Russiske Kejserrige, død 18. december 1980 i Moskva, Sovjetunionen) var en sovjetisk statsmand under den kolde krig. Kosygin blev født i byen Sankt Petersborg i 1904 i en russisk arbejderfamilie. Han blev indkaldt til tjeneste i arbejderhæren under den Russiske Borgerkrig, og efter afmobiliseringen i 1921 arbejdede han i Sibirien som leder på en fabrik. Kosygin vendte tilbage til Leningrad i begyndelsen af 1930'erne og arbejdede sig op i det sovjetiske hierarki. Under den store Fædrelandskrig (2. verdenskrig) var Kosygin medlem af den statslige forsvarskomité og fik til opgave at flytte den sovjetiske industri ud af de områder, der snart ville blive indtaget af tyske militære styrker. Han tjente som finansminister i ét år før han blev minister for letindustri, og senere minister for letindustri og fødevareindustri. Stalin fjernede Kosygin som medlem af Politbureauet et år før sin død i 1953, og mindskede dermed med vilje Kosygins stilling indenfor det sovjetiske lederskab.
Efter magtkampen, som blev udløst af Stalins død i 1953, blev Nikita Khrusjtjov den nye leder. Den 20. marts 1959 blev Kosygin udnævnt til stillingen som formand for Gosplan, en stilling, han bestred i lidt mere end et år. Kosygin blev derefter viceformand for ministerrådet. Da Khrusjtjov blev udskiftet i 1964 blev Kosygin premierminister og Leonid Bresjnev generalsekretær i Sovjetunionens kommunistiske parti. Kosygin var sammen med Bresjnev og Nikolaj Podgornij, formanden for Sovjetunionens øverste sovjets præsidium, medlem af den nyligt dannede kollektive ledelse. Kosygin blev en af de to store magthavere indenfor det sovjetiske hierarki, den anden var Bresjnev, og var i stand til at iværksætte den fejlede økonomiske reform fra 1965, som oftest bare kaldes Kosygin-reformen. Denne reform gjorde sammen med hans mere åbne holdning til at løse problemet med Foråret i Prag i (1968) Kosygin til en af de mest liberale medlemmer af topledelsen.
Nogle af Kosygins politiske holdninger blev anset som alt for yderligtgående, især blandt de mere konservative medlemmer af topledelsen, som dog aldrig blev i stand til at komme af med Kosygin som premierminister, også selv om han og Bresjnev ikke brød sig om hinanden. I 1970'erne havde Bresjnev samlet nok magt til at standse alle Kosygins reformforsøg. I 1980 trådte Kosygin tilbage på grund af dårligt helbred, og han døde to måneder senere den 18. december 1980.

## Tidlige liv og karriere (1904–1964)
Kosygin blev født i en russisk arbejderklassefamilie bestående af far og mor, Nikolaj Iljyitj og Matrona Aleksandrovna, og hans søskende. Familien boede i Sankt Petersborg. Kosygin blev døbt den 7. marts - en lille måned efter sin fødsel. Han blev indrulleret i en arbejdslejr på bolsjevikkernes side under Den Russiske Borgerkrig. Efter den Røde Hærs demobilisering i 1921 gik Kosygin på Leningrads kooperative tekniske skole og fandt arbejde i systemet for forbrugerkooperativer i  Novosibirsk i Sibirien. Da han blev spurgt, hvorfor han arbejdede i økonomiens kooperative sektor, svarede Kosygin med et citat af Vladimir Lenin: "Kooperativer – vejen mod socialisme!" Kosygin blev der i seks år. Han ansøgte om at blive optaget i Sovjetunionens kommunistparti i 1927 og vendte tilbage til Leningrad i 1930 for at studere ved tekstilinstituttet, hvor han færdiggjorde sine studier i 1935. Efter at han blev færdig med studierne blev Kosygin ansat som leder på en tekstilmølle. Tre år senere blev han valgt som guvernør i Leningrad af kommunistpartiets centrakomité. I 1940 blev Kosygin vicepremierminister, og i 1943 blev han leder af den russiske SFSR. Kosygin arbejdede for den statslige forsvarkomité under 2. verdenskrig. Som viceformand for rådet for evakuering var hans opgave at evakuere industrien fra områder, der snart ville blive indtaget af tyskerne. Han brød belejringen af Leningrad ved at organisere anlæggelsen af en forsyningsrute og en rørledning på bunden af Ladoga-søen. Kosygin var kandidatmedlem af politbureauet fra 1946 til 1949, og blev fuldgyldigt medlem i de sidste år af Josef Stalins regeringstid, men han mistede dog medlemskabet i 1952. Han tjente kortvarigt som finansminister i 1948, og som minister for letindustri fra 1949 til 1953.

### Stalin-æraen
Kosygins administrative evner medførte, at Stalin tog Kosygin til sig. Stalin delte oplysninger med Kosygin, som for eksempel oplysninger om, hvor mange penge Vjatjeslav Molotov, Anastas Mikojan og Lazar Kaganovitj ejede, brugte, og betalte deres tjenestefolk. Et medlem af politbureauet tjente en beskeden løn efter sovjetiske forhold,men havde ubegrænset adgang til forbrugsvarer. Stalin sendte Kosygin ud til de tre mænds hjem for at bringe "tingene i orden". Opgaver som denne gjorde Kosygin upopulær blandt visse medlemmer af den sovjetiske ledelse. Kosygin fortalte sin svigersøn Mikhail Gvisjiani, en officer i NKVD, om beskyldningerne, som blev ført mod hans kollega Nikolaj Voznesenskij, som på daværende tidspunkt var formand for Gosplan og sovjetisk vicepremierminister, på grund af Voznesenskijs besiddelse af skydevåben. Gvisjiani og Kosygin kastede alle deres våben i en sø og ledte i begge deres huse efter aflytningsudstyr. De fandt aflytningsudstyr i Kosygins hus, men det kunne have været installeret med henblik på at spionere mod marskal Georgij Zjukov,som havde boet i huset før ham. Ifølge hans erindringer forlod Kosygin aldrig sit hjem uden at minde sin kone om, hvad hun skulle gøre, hvis han ikke kom hjem fra arbejde. Efter at have levet to år i konstant frygt nåede familien til den konklusion, at Stalin ikke ville gøre dem ondt.
Kosygin dannede sammen med Aleksej Kuznetsov og Voznesenskij en trojka efter krigen, og alle tre blev de forfremmet i det sovjetiske hierarki af højtstående politikere som Stalin. Nogle er af den opfattelse, at Lavrentij Berija og Georgij Malenkov forsøgte et plot mod dem i 1950, og startede hvad der senere blev kendt som Leningrad-affæren, som bestod af et antal opdigtede kriminelle anklager mod Kuznetsov og Voznesenskij, som begge blev henrettet. Kosygins liv, som var forbundet til Kuznetsov gennem ægteskab, hang i en tynd tråd. Hvordan og hvorfor Kosygin overlevede skueprocessen vises ikke. Nikita Khrusjtjov beskyldte Berija og Malenkov for Kuznetsovs og Voznesenskijs uskyldige død og beskyldte i 1957 Malenkov for at have udtænkt plottet, så enten Malenkov eller Berija ville efterfølge Stalin efter dennes død.

### Khrusjtjov-æraen
Efter Stalins død i marts 1953 blev Kosygin degraderet, men da han var en af Khrusjtjovs stærke støtter, vendte hans karriere hurtigt igen. Selv om han aldrig var en af Khrusjtjovs yndlinge, så bevægede Kosygin sig hurtigt op i graderne inden for partiets rækker. Kosygin blev medlem af den statslige planlægningskomité i 1957 og blev kandidatmedlem af politbureauet. Efterfølgende blev han forfremmet til formand for den statslige planlægningskomité og blev Khrusjtjovs første vicepremierminister i 1960. Som vicepremierminister rejste Kosygin til udlandet, mest på handelsmissioner til lande som Nordkorea, Indien, Argentina og Italien. Senere, efter cubakrisen, blev Kosygin talsmand for forbedrede relationer mellem Sovjetunionen og USA. Kosygin fik sin gamle plads i politbureauet tilbage ved den 22. partikongres i 1961.

## Posten som premierminister

### Bresjnevs og Kosygins ledelse
Da Khrusjtjov blev afsat som leder i oktober 1964 overtog Kosygin Khrusjtjovs gamle post som premierminister i hvad der til at starte med var et kollektivt lederskab med Leonid Bresjnev som generalsekretær for det kommunistiske parti og Anastas Mikojan, og senere Nikolaj Podgornij, som formand for præsidiet. Det nye politbureau havde et mere konservativt udsyn end under Khrusjtjov - Kosygin, Podgornij og Andrej Kirilenko var de mest liberale medlemmer, og Bresjnev og Arvids Pelše tilhørte den moderate gren, mens Mikhail Suslov fortsat stod i spidsen for partiets stalinistiske gruppe.
Under en ceremoni i oktober 1964, der hædrede sovjetiske kosmonauter, opfordrede Bresjnev til en styrkelse af partiapparatet. Denne tale var kun begyndelsen på en stor kampagne rettet mod Kosygin. Et antal aviser, som Pravda og Kommunist, kritiserede Ministerrådets arbejde, og dermed indirekte dets formand, Kosygin, med at planlægge økonomien på en urealistisk måde, og anvendte meget aggressiv retorik sammenlignet med før til at kritisere Kosygin. Bresjnev var i stand til at kritisere Kosygin ved at sammenligne ham med Vladimir Lenin, som Bresjnev hævdede havde været mere interesseret i at forbedre forholdene i det sovjetiske landbrug end i at forbedre kvaliteten af de sovjetiske forbrugsvarer. Kosygins støtte til, at der blev fremstillet flere forbrugsvarer, blev også kritiseret af Bresjnev og dennes tilhængere, mest markant af Konstantin Tjernenko, for at være en tilbagevenden til noget, der lignede politik i den første verden. Ved den 23. kongres i kommunistpartiet blev Kosygins stilling svækket, da det lykkedes Bresjnevs støtter at forøge udgifterne til forsvar og landbrug. Bresjnev havde dog ikke flertal i politbureauet, og kunne kun regne med fire stemmer. I politbureauet kunne Kosygin regne med Kiril Mazurovs stemme, og når Kosygin og Podgornij ikke skændtes med hinanden, havde de faktisk flertal i politbureauet over Bresjnev. Dette var dog ikke ofte tilfældet, og Kosygin og Podgornij var konstant uenige om politik.
Tidligt i Kosygins embedstid mislykkedes Bresjnevs og Kosygins forsøg på at skabe stabilitet på diverse områder. Fra 1969 til var utilfredsheden internt i det sovjetiske lederskab vokset i sådan en grad, at nogle begyndte at tvivle på tidligere og aktuelle sovjetiske politikker. Eksempler er håndteringen af Warszawapagtens invasion af Tjekkoslovakiet (som Kosygin modsatte sig til at begynde med), faldet i landbrugsproduktionen, grænsekonflikten mellem Kina og Sovjetunionen (han var fortaler for tilbageholdenhed), vietnamkrigen, og nedrustningsforhandlingerne med USA om begrænsning af strategiske missiler. I 1970 var uenighederne ikke blevet løst, og Bresjnev udskød den 24. kongres i kommunistpartiet og den 9. femårsplan (1971–1975). Forsinkelsen med at løse disse problemer førte til, at der begyndte at gå rygter i det sovjetiske samfund om at Kosygin, eller endda Bresjnev, ville tabe deres poster til Podgornij. I marts 1971 var det blevet klart, at Bresjnev var landets leder, Kosygin var talsmand for femårsplanen, og Podgornijs position var blevet styrket i det kollektive lederskab.

### Kosygin i Skiveren
I december 1971 besøgte Kosygin Danmark, og var med i Jens Otto Krags sommerhus i Skiveren. Kosygin tog en tur i Brugsen i Tuen, hvor han købte spegepølser. Han skal have sagt, at Helle Virkner var den mest charmerende af hans modparters koner.

### Udenrigspolitik
Kosygin udfordrede tidligt i sin regeringstid Bresjnevs ret til at repræsentere landet i udlandet på grund af sin rolle som generalsekretær for USSR's kommunistparti, en funktion, som Kosygin mente skulle gives til regeringschefen, som det var almindeligt i ikke-kommunistiske lande. Dette blev faktisk implementeret i en kortere periode, hvilket førte til, at Henry A. Kissinger troede, at Kosygin var Sovjetunionens leder. Kosygin, som havde været den ledende forhandler med den første verden i 1960'erne, blev næsten aldrig set udenfor den anden verden efter at Bresjnev konsoliderede sin position inden for politbureauet, men også på grund af Andrej Gromykos modstand mod at Kosygin blandede sig i hans egne ministerområder.
Seksdageskrigen i Mellemøsten førte til øget samarbejde mellem USA og Sovjetunionen. USA's regering inviterede Kosygin til et topmøde med Lyndon B. Johnson, USA's præsident, efter hans tale til de Forenede Nationer. På topmødet, som blev kendt som Glassboro-konferencen, lykkedes det ikke Johnson og Kosygin at nå til enighed om at begrænse de anti-ballistiske missilsystemer, men topmødets venlige og ligefrem åbne atmosfære blev omtalt som "Ånden fra Glassboro". Forholdet mellem de to lande blev yderligere forbedret da Moskvatraktaten blev underskrevet den 12. august 1970 af Kosygin og Gromyko samt Willy Brandt og Walter Scheel, som repræsenterede Vesttyskland.
I 1972 underskrev Kosygin en aftale om venskab og samarbejde mellem Irak og USSR, som byggede på de stærke sovjetiske bånd til Iraks regering, det irakiske ba'ath-parti og de tidligere tætte forbindelser til den irakiske leder Abdul Karim Qassim.
Kosygin beskyttede János Kádárs økonomiske reformer og hans stilling som leder af Ungarn fra og med den sovjetiske intervention. Den polske leder Wladyslaw Gomulka, som blev fjernet fra alle sine poster i 1970, blev efterfulgt af Edward Gierek, som forsøgte at revitalisere økonomien i Polen ved at låne penge fra den første verden. Den sovjetiske ledelse godkendte begge landes respektive økonomiske eksperimenter, eftersom USSR forsøgte at nedbringe sit store program med subsidier i form af billig olie og gas til østblokken. Under det sovjetiske lederskabs diskussioner om en mulig invasion af Tjekkoslovakiet mindede Kosygin lederne om konsekvenserne af den sovjetiske undertrykkelse af opstanden i Ungarn. Kosygins holdning blev endnu mere aggressiv senere hen da det gik op for ham, at reformerne i Tjekkoslovakiet kunne bruges mod hans reformer fra 1965.
Kosygin mæglede mellem Indien og Pakistan i 1966, og fik begge stater til at underskrive Tasjkent-deklarationen. Kosygin blev den ledende talsmand på spørgsmålet om våbenkontrol. Set i perspektiv følte mange af Kosygins kolleger, at han udførte sit arbejde på en "stoisk måde", men at han manglede "entusiasme" og derfor aldrig udviklede en egentlig smag for international politik.
Bruddet mellem Kina og USSR ærgrede Kosygin temmelig meget, og i en periode nægtede han at acceptere dets uigenkaldelighed; han besøgte kortvarigt Beijing i 1969 på grund af øget spænding mellem USSR og Kina. Kosygin udtalte at: "Vi er kommunister og de er kommunister. Det er svært at tro, at vi ikke vil være i stand til at nå til enighed hvis vi mødtes ansigt til ansigt". Hans syn på Kina ændrede sig dog, og ifølge Harold Wilson, den tidligere premierminister i Storbritannien, anså Kosygin Kina som en "organiseret militær diktaturstat", hvis målsætning det var at gøre "Vietnam og hele Asien" til slaver.
Under en afghansk delegations officielle besøg kritiserede Kosygin og Andrej Kirilenko de afghanske ledere Nur Muhammad Taraki og Hafizullah Amin for at udøve Stalin-lignende undertrykkende adfærd. Han lovede at sende mere økonomisk og militær hjælp, men afviste ethvert forslag om en eventuel sovjetisk invasion, eftersom en invasion af Afghanistan ifølge Kosygin ville forværre USSR's udenrigspolitiske forhold til den første verden, mest af alt til Vesttyskland. Politbureauet vedtog dog enstemmigt en sovjetisk invasion af Afghanistan på et møde uden Kosygin, som var stærkt imod nogen som helst form for militært indgreb.

### Økonomisk politik

#### Femårsplaner
Den 8. femårsplan (1966–1970) anses som en af de mere succesrige perioder i den sovjetiske økonomi og mest succesrig med hensyn til forbrugsproduktion. Den 23. kongres i kommunistpartiet og den 9. femårsplan (1971–1975) blev udskudt af Brejnev på grund af en magtkamp i den sovjetiske ledelse. På den 23. partikongres lovede Kosygin, at den 9. femårsplan ville øge udbuddet af madvarer, tøj og hårde hvidevarer med op til 50 procent. Planen kalkulerede med en massiv forbedring af den sovjetiske levestandard, og Kosygin proklamerede en vækst på 40 procent i befolkningens indkomst i sin tale til kongressen.
Den 10. femårsplan (1976–1981) blev af Kosygin kaldt "kvalitetsplanen". Bresjnev afviste Kosygins ønske om at fremstille flere forbrugsgoder under den 10. femårsplan. På grund af dette udgjorde det totale antal forbrugsgoder kun 26 procent af industriproduktionen. Kosygins svigersøn beskriver, at Kosygin var rasende over beslutningen, og at han udtalte, at forøgede forsvarsudgifter ville føre til Sovjetunionens "fuldstændige ruin". Planen var mindre ambitiøs end de foregående, og havde kun en målsætning om industriel vækst, som allerede var opnået i resten af verden. Det sovjetiske landbrug fik en andel af investeringerne på 34 procent, en andel, som var meget større end sektorens andel af den sovjetiske økonomi (kun 3 procent af BNP).

#### "Kosygin-reformen"
Som Khrusjtov forsøgte Kosygin at reformere planøkonomien indenfor en socialistisk ramme. I 1965 igangsatte Kosygin en økonomisk reform, som generelt blev kendt som "Kosygin-reformen". Kosygin forsøgte at gøre sovjetisk industri mere effektiv ved at indføre visse markedsmekanismer fra den første verden som for eksempel profit, og han forsøgte at forøge produktionsmængderne, at forbedre incitamenterne blandt ledere og arbejdere samt at frigøre ledere fra centraliseret statsbureaukrati. Reformen var blevet foreslået overfor Khrusjtjov, som beviseligt syntes om den, og tog nogle indledende skridt til at indføre den. Bresjnev tillod, at reformen fortsatte, da den sovjetiske økonomi gik ind i en periode med lav vækst.  I testfasen blev loven indført i 336 virksomheder i den lette industri.
Reformen var influeret af den sovjetiske økonom Jevsej Libermans værker. Kosygin overvurderede den sovjetiske administrative maskines evne til at udvikle økonomien, hvilket førte til "korrektioner" af nogle af Libermans mere kontroversielle overbevisninger vedrørende decentralisering. Ifølge kritikere var det Kosygins ændringer af Libermans oprindelige visioner, som førte til, at reformen blev en fiasko.
Kosygin, som i lang tid havde været bevidst om den første verdens overlegenhed, var overbevist om, at decentralisering, halvoffentlige virksomheder og kooperativer var måde at indhente vesten på. Hans reformer søgte en gradvis ændring fra "en statsadministreret økonomi" til en økonomi indenfor hvilken "staten begrænser sig selv til ledende virksomheder". Reformen blev implementeret, men viste tidligt inkonsistens og visse funktionsfejl.

##### Resultater
Den sovjetiske borgers løn steg to en halv gang under planen. Reallønnen udgjorde i 1980 232,7 rubler, sammenlignet med 166,3 rubler før den økonomiske reform i 1965 og den ottende femårsplan. Den første periode, 1960–1964, var præget af lav vækst, mens den anden periode, 1965–1981, havde en stærkere vækstrate. Den anden periode demonstrerede levende Kosyginreformens succes, og omsætningen i butikkerne udgjorde 11,2 mia. rubler, hvilket var 1,8 gange højere end under den første periode og 1,2 gange højere end under den tredje periode (1981–1985). Forbruget af varer og daglig efterspørgsel steg også. Forbruget af hårde hvidevarer steg stærkt. Køleskabe steg fra et minimum på 109.000 i 1964 til 440.000 i 1973, og forbruget faldt under reformens tilbageførsel. Bilproduktionen steg fortsat indtil slutningen af 1980'erne. Det sovjetiske lederskab forsøgte under pres at tilvejebringe flere varer til de sovjetiske forbrugere.
Fjernelsen af Khrusjtjov i 1964 signalerede afslutningen på "boligrevolutionen". Antallet af opførte boliger faldt mellem 1960 og 1964 til gennemsnitligt 1,63 million kvadratmeter. Efter denne pludselige nedgang steg boligbyggeriet kraftigt mellem 1965 og 1966, men faldt igen, og steg derefter igen (den gennemsnitlige vækstrate var 4,26 million kvadratmeter). Dette fandt primært sted på bekostning af virksomhederne. Mens boligmangelen aldrig helt blev løst, og stadig udgør et problem i nutidens Rusland, så vendte reformen den negative udvikling og fornyede væksten i boligbyggeriet.

##### Opgivelse og eftermæle
Den stigende modstand mod reformer, de dårlige resultater og Kosygins reformholdning førte til et offentligt bagslag mod ham. Kosygion mistede de fleste af de privilegier, som han havde nydt før reformen, men Bresjnev blev dog aldrig i stand til at fjerne ham fra posten som formand for Ministerrådet på trods af Kosygins svækkede position. I skyggen af sin fejlede reform tilbragte Kosygin resten af sit liv med at forbedre administrationen gennem tilpasning af målsætninger - han implementerede en række reformer, der havde til formål at forbedre fødevaresikkerheden og sikre fremtidige intensive produktionsformer. Der er ikke noget bevis for, at reformen i sig selv førte til den høje vækst i slutningen af 1960'erne, og at opgivelsen af den havde noget at gøre med økonomiens stagnation i 1970'erne.

#### Reformerne i 1973 og 1979
Kosygin iværksatte en anden økonomisk reform i 1973 med henblik på at svække de centrale ministerier og give mere magt til regionale myndigheder. Reformen levede ikke op til Kosygins mål, og blev standset. Reformen førte dog til dannelsen af foreninger, en organisationsform, som repræsenterede diverse virksomheder. Den sidste reform, som blev iværksat før perestrojka blev gennemført af Kosygins femte regering i en fælles beslutning mellem centralkomitéen og ministerrådet. Den økonomiske reform i 1979 var i modsætning til reformen fra 1965 rettet mod at styrke ministeriernes pligter. På grund af Kosygins fratræden i 1980, og som resultat af Nikolaj Tikhonovs konservative tilgang til økonomi, blev kun meget lidt af reformen faktisk implementeret.

### Senere liv, fratræden og død
I de tidlige 1970'ere havde Bresjnev etableret en magtbase, som var stærk nok til, at han blev en effektiv leder. Ifølge historikeren Ilja Zemtsov, forfatteren til bogen Chernenko: The Last Bolshevik: The Soviet Union on the Eve of Perestroika, "begyndte Kosygin at miste magt" i forbindelse med USSR's kommunistpartis 24. kongres i 1971, hvor politbureauet for første gang offentliggjorde devisen 'Politbureauet, ledet af Bresjnev'". Samtidig med at han gjorde Kosygins stilling svagere, bevægede Bresjnev sig mod at styrke partiapparatets greb om regeringsmagten, hvilket svækkede Kosygin yderligere. Historikeren Robert Wesson, forfatteren til Lenin's Legacy: The Story of the CPSU, understreger, at Kosygins økonomiske rapport til kommunistpartiets 25. kongres "pegede mere klart mod afslutningen af magtkampen" mellem Bresjnev og Kosygin. Kosygin blev yderligere skubbet til side, da Bresjnev offentliggjorde sine erindringer, hvori det blev beskrevet, at det var Bresjnev, og ikke Kosygin, som stod i spidsen for alle større økonomiske beslutninger. Det gjorde kun tingene værre for Kosygin, at Bresjnev blokerede for al fremtidig diskussion af økonomisk reform indenfor parti- og regeringsapparatet, og oplysninger vedrørende reformen fra 1965 blev holdt tilbage.
Bresjnev konsoliderede sin egen position over regeringsapparatet ved at styrke Podgornijs stilling som Formand for præsidiet for den øverste sovjet, som i virkeligheden kom til at fungere som posten som statsoverhoved ved at tilføre embedet nogle af premierministerens opgaver. Den sovjetiske forfatning fra 1977 styrkede Podgornijs kontrol over Ministerrådet, da statsoverhovedet blev tilført en række udførende opgaver. Derved kom Ministerrådet til at lægge under den øverste sovjets præsidium. Da Podgornij blev afløst af Bresjnev som statsoverhoved i 1977 blev Kosygins rolle i de daglige regeringsaktiviteter formindsket drastisk. Rygter begyndte at cirkulere i de øverste cirkler og på gaden om at Kosygin ville trække sig tilbage på grund af dårligt helbred.
Brezhnevs styrkelse af sin magt formindskede Kosygins indflydelse og prestige indenfor politbureauet. I 1970'erne oplevede Kosygin det ene nederlag efter det andet, han blev ofte indlagt, og i flere tilfælde vikarierede Kiril Mazurov, viceformand for USSR's ministerråd, for ham under hans fravær. Kosygin fik sit første hjerteanfald i 1976, og efter denne episode siges det, at Kosygin ændrede sig fra at have en levende personlighed til at blive træt og irriteret - han syntes ifølge folk tæt på ham at have mistet viljen til at fortsætte sit arbejde. Han indleverede to gange sin afskedsbegæring mellem 1976 og 1980, men blev afvist begge gange. Under Kosygins sygdomsfravær udpegede Bresjnev Nikolaj Tikhonov til posten som viceformand for Ministerrådet. Tikhonov var konservativ som Bresjnev, og gennem sin viceformandsrolle var han i stand til at reducere Kosygin til en rolle i venteposition. På et møde i kommunistpartiets centralkomité i juni 1980 blev den økonomiske udviklingsplan gennemgået af Tikhonov, og ikke af Kosygin. Premierministerens magt blev reduceret til et punkt, hvor Kosygin var nødsaget til at diskutere alle beslutninger taget af Ministerrådet med Bresjnev.
Kosygin blev indlagt i oktober 1980, og under sit ophold skrev han et kort tilbagetrædelsesbrev; den følgende dag blev han frataget al regeringsbeskyttelse, kommunikation og luksusvarer, som han havde optjent gennem sit politiske liv. Kosygin døde alene den 18. december 1980 - ingen af hans kolleger fra politbureauet eller tidligere medarbejdere og sikkerhedsvagter besøgte ham. Mod afslutningen af sit liv frygtede Kosygin den 11. femårsplans totale fiasko, og hævdede at den siddende ledelse var utilbøjelig til at reformere den stagnerende sovjetiske økonomi. Hans begravelse blev udsat i tre dage, eftersom Kosygin døde på Bresjnevs fødselsdag. Han blev begravet på den Røde Plads i Moskva. Kosygin blev rost af Bresjnev som et menneske, der "arbejdede uselvisk for den sovjetiske stats bedste". En statsbegravelse blev gennemført og Kosygin blev æret af sine politiske partnere; Bresjnev, Jurij Andropov og Tikhonov lagde urnen med hans aske ved Kremls mur.

## Personlighed
Sammenlignet med andre sovjetiske politikere fremstod Kosygin som en pragmatisk og relativt uafhængig leder. Kosygin beskrives af en anonym, højt placeret embedsmand i GRU som "et ensomt og noget tragisk menneske" som "forstod vores fejl og utilstrækkelighederne ved vores generelle situation, og i særdeleshed manglerne ved vores mellemøstpolitik, men eftersom han var en meget behersket mand foretrak han at være forsigtig." En anonym kollega til Kosygin sagde: "Han havde altid sin egen holdning, og forsvarede den. Han var en meget opmærksom mand, og han leverede fremragende præstationer i forhandlingssituationer. Han var i stand til hurtigt at sætte sig ind i materiale, der var helt nyt for ham. Jeg har aldrig set folk af den kaliber efterfølgende."
Den canadiske premierminister Pierre Trudeau sagde, at Kosygin var som "Khrusjtjov, men uden de grove kanter, en faderlig mand, som var Mikhails Gorbatjovs forløber". Han udtalte, at Kosygin var indstillet på at diskutere emner så længe den sovjetiske holdning ikke blev taklet direkte. Den tidligere udenrigsminister i USA Henry Kissinger udtalte, at Kosygin var dedikeret til sit arbejde på en næsten fanatisk måde. Andrej Sakharov, en sovjetisk systemkritiker, anså Kosygin som den "mest intelligente og hårde mand i politbureauet".

## Eftermæle

### Historiske vurderinger
Kosygin viste sig at være en meget kompetent administrator, og den sovjetiske levestandard steg betragteligt på grund af hans moderate reformpolitik. Kosygins moderate reform fra 1965 radikaliserede sammen med Nikita Khrusjtjovs tøbrudsperiode den sovjetiske reformbevægelse. Mens Leonid Bresjnev var tilfreds med at fastholde den sovjetiske planøkonomis centraliserede stuktur, så forsøgte Kosygin at revitalisere det skrantende økonomiske system ved at decentralisere ledelsen. Efter Bresjnevs død i 1982 blev reformbevægelsen delt mellem Jurij Andropovs vej med disciplin og kontrol, og Gorbatjovs liberalisering af alle dele af det offentlige liv.
Forfatteren af bogen Chernenko: The Last Bolshevik: The Soviet Union on the Eve of Perestroika, Ilja Zemtsov, beskriver Kosygin som "determineret og intelligent, en særlig administrator" og påstår at han adskilte sig fra andre medlemmer af den sovjetiske ledelse ved sin "ekstraordinære arbejdskapacitet". Historikerne Moshe Lewin og Gregory Elliott, som er forfattere til The Soviet Century, beskriver ham som en "fænomenal administrator". "Hans styrker", skriver David Law, var "hans særlige evner som administrator". Ifølge Law viste Kosygin sig også som en "kompetent politiker". Ifølge de to historikere Evan Mawdsley and Stephen White var Bresjnev ikke i stand til at fjerne Kosygin, da dette ville betyde fjernelsen af hans sidste "dygtige administrator". I deres bog The Unknown Stalin kaldte Roy Medvedev og Zjores Medvedev Kosygin en "fremragende organisator" og den "nye Voznesenskij". Historikeren Archie Brown, forfatteren til bogen The Rise & Fall of Communism, mente, at den sovjetiske reform fra 1965 var for "beskeden", og påstod, at Kosygin "i en for høj grad var et produkt af det ministerielle system i USSR, som det udviklede sig under Stalin, til at kunne blive en vidtgående økonomisk reformator". På trods af dette beskriver Brown Kosygin som "en kyndig administrator". Gvisjiani, en russisk historiker, konkluderede at "Kosygin overlevede både Stalin og Khrusjtjov, men det lykkedes ham ikke at overleve Bresjnev."
Kosygin havde sovjetborgernes sympati, og bliver stadig anset som en vigtig figur både i russisk og sovjetisk historie.  På grund af Kosygins popularitet blandt sovjetborgerne udviklede Bresjnev en "stærk jalousi" overfor Kosygin, ifølge Nikolaj Jegorytjev. Mikhail Smirtjukov, formanden for Ministerrådet, erindrede, at Kosygin nægtede at drikke sammen med Bresjnev, hvilket irriterede Bresjnev inderligt. Nikolaj Ryzjkov, den sidste formand for Ministerrådet genkaldte sig i en tale til Sovjetunionens øverste sovjet i 1987 de "ærgerlige oplevelser med reformen fra 1965", og påstod, at alt gik fra dårligt til værre efter at reformen blev annulleret.

### Hædersbevisninger
Kosygin modtog syv ordrer og to hædersbevisninger fra den sovjetiske stat. Kosygin blev tildelt Arbejdets helt to gange, den ene gang fik han den af Sovjetunionens øverste sovjets præsidium på sin 60-års fødselsdag i 1964, og ved denne lejlighed fik han også Leninordenen og en hammer og segl-guldmedalje. I anledning af hans 70-års fødselsdag gav Sovjetunionens øverste sovjets præsidium ham den 20. februar 1974 endnu en leninorden, og hans anden hammer og sejl-guldmedalje. I alt blev Kosygin tildelt seks leninordener af den sovjetiske stat, samt en oktoberrevolutionsorden og en arbejdets røde fanes orden. Han blev under et statsbesøg i Peru i 1970'erne tildelt den peruvianske solorden sammen med Leonid Bresjnev og Andrej Gromyko,  Tekstiluniversitetet i Moskva blev navngivet efter ham i 1981, og i 1982 blev en mindebuste af Kosygin sat op i Leningrad, det nuværende Sankt Petersborg.